# Culex rausseoi
Culex rausseoi is een muggensoort uit de familie van de steekmuggen (Culicidae). De wetenschappelijke naam van de soort is voor het eerst geldig gepubliceerd in 1972 door Cova García, Sutil Oramas & Pulido F..